# Brotherella pallida
Brotherella pallida là một loài Rêu trong họ Sematophyllaceae. Loài này được (Renauld & Cardot) M. Fleisch. mô tả khoa học đầu tiên năm 1914.